# Le Talisman (roman de Scott)
Pour les articles homonymes, voir Talisman (homonymie).
Le Talisman (en anglais: The Talisman), parfois titré Richard en Palestine, est un roman historique de l'auteur écossais Walter Scott. C’est le deuxième roman de la série Histoires du temps des croisades (Tales of the Crusaders). Il paraît le même jour que le premier, Les Fiancés (The Betrothed), le 22 juin 1825, sous la signature « l'auteur de Waverley ».
À la tête de la troisième croisade, Richard Cœur de Lion a repris au sultan Saladin les places du littoral de Palestine. Il veut maintenant s'emparer de Jérusalem. Des dissensions éclatent parmi ses alliés. Certains ne souscrivent pas à ce projet. Surtout, ils ne veulent plus d'un chef aussi arrogant et emporté.

## Genèse
Walter Scott s'est déjà intéressé au thème des croisades. En 1817, il a publié un essai, La Chevalerie (Essay on Chivalry), où il voit dans l'esprit de chevalerie le fondement des croisades et des ordres militaires et hospitaliers.

### Les Fiancésinachevé
Le 13 janvier 1824, 17 jours après la parution des Eaux de Saint-Ronan, il informe le coéditeur Robert Cadell (en) (partenaire d'Archibald Constable) de ce qu'il travaille sur une histoire de croisades. On ne sait s'il dit vrai ou s'il fait diversion pour ne pas parler de Redgauntlet, livre très personnel sur lequel il se montre cachottier. Il termine Redgauntlet le 2 juin 1824. Ses éditeurs se disent favorables à son projet d'Histoires du temps des croisades, une série de trois romans. Le troisième, consacré au retour en Europe de Richard Cœur de Lion, ne verra jamais le jour. Scott écrit d'abord Les Fiancés, que les éditeurs jugent décevant, puisque le théâtre de l'action n'est nullement la Terre sainte, mais les marches galloises durant la troisième croisade, croisade qui provoque la longue absence de l'un des personnages. Le livre est par ailleurs déclaré ennuyeux, et Scott en remanie plusieurs fois certaines parties. Renonçant à le publier, il le laisse inachevé. Il se consacre au Talisman.

### Sources duTalisman

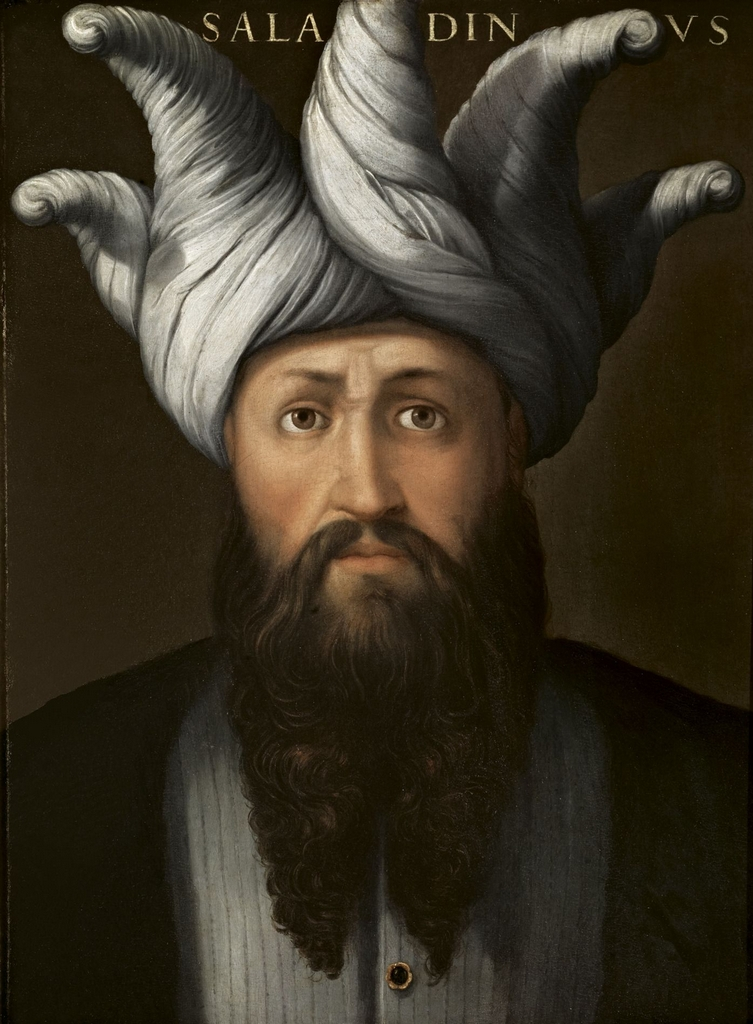
Le sultan Saladin.

En écrivant la plupart de ses romans, Scott a une connaissance intime des lieux et du contexte historique. Ce n'est pas le cas ici. Il sait néanmoins surmonter la difficulté. Il dispose du témoignage d'amis qui ont parcouru la Palestine, comme le capitaine Basil Hall, ou comme John Carne (en) qui lui décrit les paysages de la mer Morte et d'Engaddi. Pour le reste, il peut consulter chroniqueurs et historiens, qui ont laissé une abondante documentation sur les événements et la région.

### Écriture
À contre-courant des préjugés de son temps, Scott a pour idée première de montrer un Richard Cœur de Lion cruel et violent — défauts que les Occidentaux prêtent facilement aux sultans d’Orient — face à un Saladin prudent et avisé — qualités que les Occidentaux attribuent plus volontiers à leurs propres souverains. En dépit du contraste dans les caractères, les deux hommes font assaut de vertus chevaleresques telles que bravoure et générosité.
Les premiers chapitres reçoivent un accueil froid du coéditeur et imprimeur James Ballantyne (en), au point que Scott éprouve du découragement. Il poursuit tout de même l'écriture du livre. Ballantyne finit par s'enthousiasmer. Il prédit que Le Talisman aura un succès marquant — susceptible même d'entraîner celui des Fiancés. Scott termine donc celui-ci.

### Première publication
Tales of the Crusaders (Histoires du temps des croisades) comprend les deux volumes de The Betrothed (Les Fiancés) et les deux volumes de The Talisman (Le Talisman). L'ensemble paraît le 22 juin 1825 sous la signature « l'auteur de Waverley », à laquelle Scott n'a pas encore renoncé, même si l'identité de l'auteur fait figure de secret de Polichinelle :
- à Édimbourg chez Archibald Constable and Co. ;
- à Londres chez Hurst, Robinson and Co.[1].

### Introduction de 1832
En 1832, pour la réédition Magnum Opus, Scott donne une introduction au Talisman. Il évoque le manque de connaissances qui le faisait hésiter au moment de peindre les mœurs orientales et les luttes de Palestine. Bien d'autres auteurs, se disait-il, avaient su exploiter heureusement de tels sujets. N'ayant jamais visité la Terre sainte, il ne prétendait pas non plus rivaliser avec les nombreux voyageurs qui l'avaient fait. Ce qui le motiva cependant, ce fut le « singulier contraste » entre « la cruauté et la violence » de Richard et la « politique profonde et la sagesse » de Saladin. Une telle opposition lui semblait devoir donner un intérêt particulier à une œuvre de fiction. 
Scott prévient que la plupart des événements contenus dans le récit sont imaginaires. Si l'on y trouve une part de vérité, dit-il, ce ne peut être que dans le caractère des personnages.
Un « Appendice à l'introduction » s'étend sur la rumeur qui fait de Richard un cannibale. Elle est due, selon Scott, aux exagérations d'un ménestrel ignorant qui aurait attribué à Richard les mœurs des Tafurs, va-nu-pieds qui suivaient l'armée des croisés.

## Contexte historique

### L'empire de Saladin
Au XIIe siècle, le sultan ayyoubide Saladin bâtit un empire en réunissant l'Égypte, le Hedjaz, la Syrie et la Haute Mésopotamie. Le 3 juillet 1187, il écrase les Francs à Hattin et s'empare de la Vraie Croix. Ce triomphe lui ouvre les portes de la Palestine. Il reprend Saint-Jean-d'Acre et les autres places côtières. 

### La troisième croisade

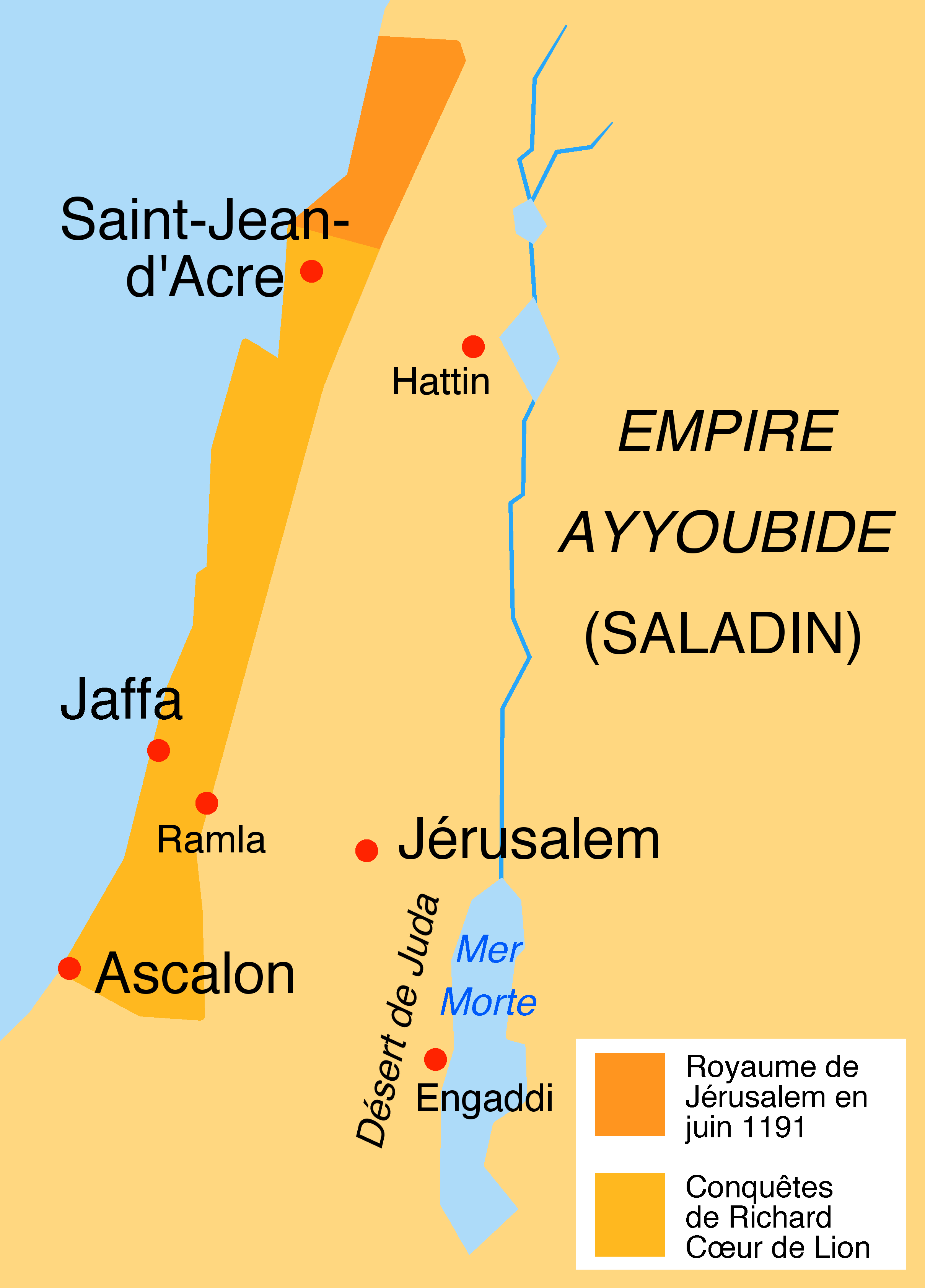
La Palestine au temps de la troisième croisade.

Le 2 octobre 1187, Saladin reprend Jérusalem. L'émotion provoquée par cet événement déclenche la troisième croisade (1189-1192). Philippe Auguste, roi de France, débarque devant Saint-Jean-d'Acre le 20 avril 1191. Richard Cœur de Lion, roi d'Angleterre, y arrive le 8 juin. La ville est assiégée par les chrétiens depuis deux ans.
Dans le camp des assaillants, un conflit de succession oppose Guy de Lusignan, roi de Jérusalem, à Conrad de Montferrat, prétendant au trône. Richard prend parti pour Lusignan, tandis que Philippe Auguste soutient Montferrat. Ces deux alliances renforcent les tensions existant entre Richard et Philippe.
Saint-Jean-d'Acre tombe le 12 juillet 1191. Un incident survient alors, qui aura de lourdes conséquences. Richard, mécontent de voir la bannière du duc Léopold d'Autriche flotter à côté des bannières des rois d'Angleterre et de France, la fait jeter par-dessus les remparts. Léopold, ulcéré, retourne en Europe. C'est lui qui capturera Richard à son retour de Terre sainte. Philippe Auguste retourne en France le 31 juillet.

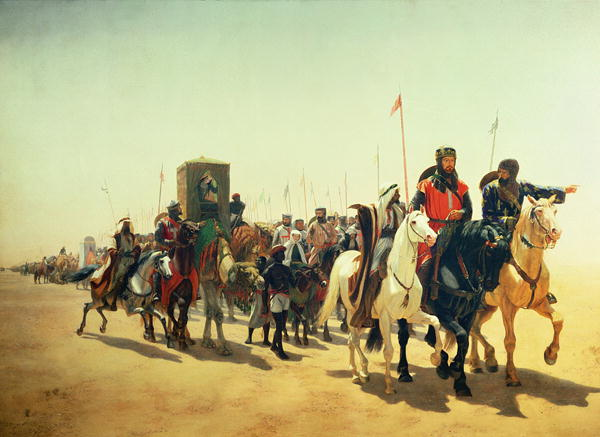
Richard Cœur de Lion marche sur Jérusalem.

Le 22 août 1191, Richard quitte Saint-Jean-d'Acre. Il descend vers le sud, et prend les places du littoral jusqu'à Jaffa, où il arrive le 10 septembre 1191. Saladin se replie sur Jérusalem. Richard tente de négocier. Il exige la restitution de Jérusalem, de la Vraie Croix et des territoires repris aux chrétiens jusqu'au-delà du Jourdain.
Le 31 octobre 1191, Richard marche sur Jérusalem. Il atteint Ramla le 22 novembre. Il y reste six semaines. Mais les templiers, les hospitaliers et une bonne partie des poulains parviennent à dissuader Richard de continuer. Le 20 janvier 1192, l'armée bat en retraite sur Ascalon. Cet échec démoralise bon nombre de croisés, qui choisissent de rentrer chez eux.
La rivalité perdure entre Guy de Lusignan et Conrad de Montferrat. Ce dernier complote à qui mieux mieux, et tente peut-être d'obtenir l'appui de Saladin. Richard apprend qu'en Angleterre son frère Jean convoite son trône. Il décide de partir à son tour. Il n'a d'autre choix que Montferrat pour le remplacer à la tête de son armée. Richard accepte donc qu'il soit couronné roi de Jérusalem. Mais, le 28 avril 1192, Montferrat est assassiné par deux ismaéliens.
Le 6 juin 1192, Richard marche une nouvelle fois sur Jérusalem. La division s'installe dans l'armée qui, le 4 juillet 1192, fait à nouveau demi-tour. Le départ de Richard est hâté par des nouvelles alarmantes lui venant d'Angleterre. Il signe une trêve peu avantageuse avec Saladin le 2 septembre. Il part pour l'Europe le 9 octobre 1192.

### Libertés que prend Scott

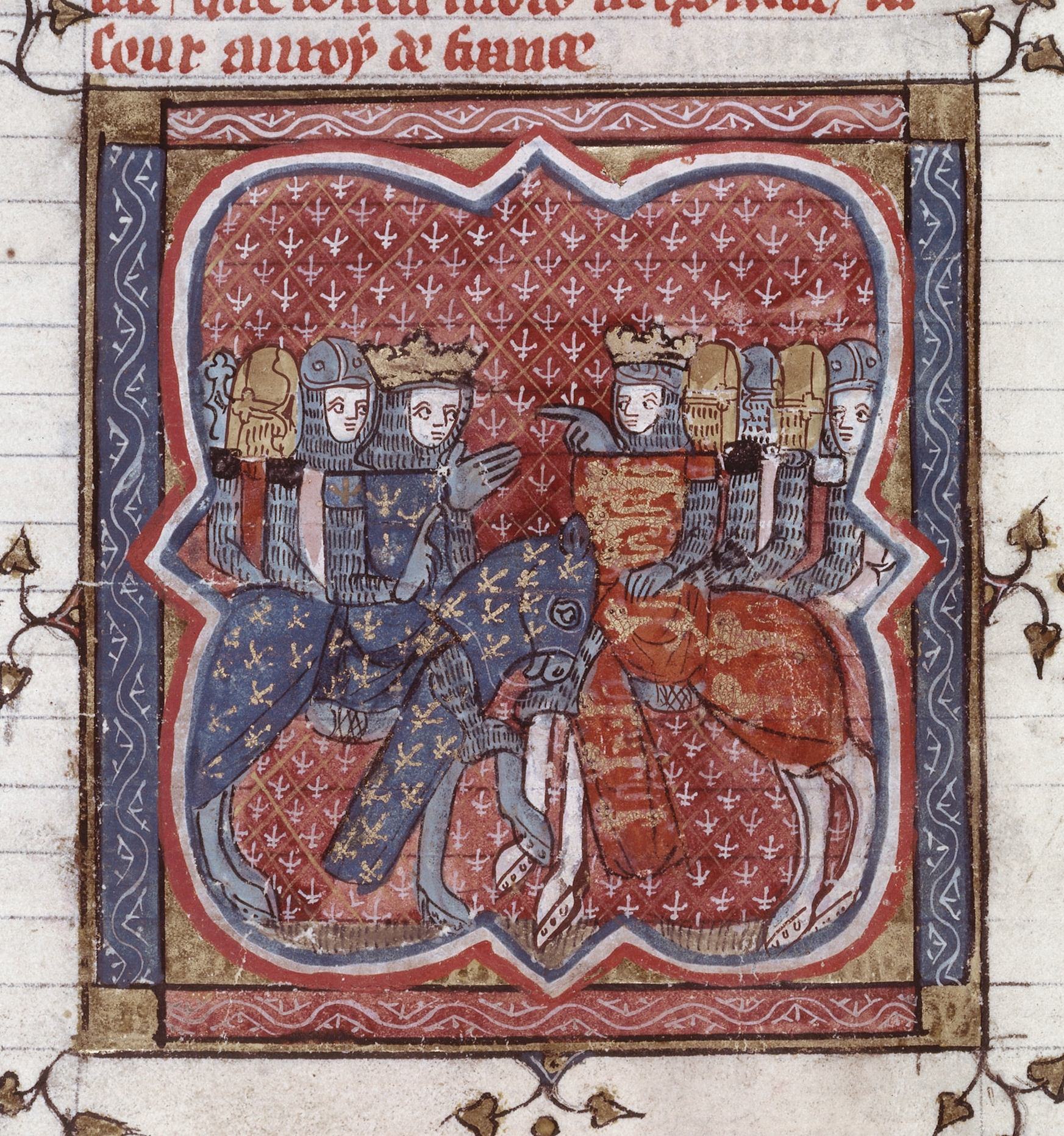
Philippe Auguste et Richard durant la troisième croisade.

Pour des raisons d'unité narrative, Scott prend quelques libertés avec l'Histoire…
- Historiquement, Léopold d'Autriche et Philippe Auguste quittent la Palestine peu après la reddition de Saint-Jean-d'Acre. Ils sont présents tout au long du roman[6].
- Scott charge de vils défauts le maître du Temple et le grand maître des Hospitaliers. Aussi préfère-t-il changer le nom du maître du Temple (Robert de Sablé) en Gilles Amaury de Beauséant, et ne pas citer celui du grand maître des Hospitaliers[39]. La mort de Beauséant est inspirée de celle de Renaud de Châtillon, exécuté, dit-on, de la main de Saladin[40].
- Scott noircit quelque peu Conrad de Montferrat (il écrit Montserrat)[41]. Dans son introduction de 1832, il tient pour certain le fait que Richard haïssait Montferrat, et il expose le différend[12].
- Selon Jean Flori, l'incident de la bannière d'Autriche a bien eu lieu, mais au siège de Saint-Jean-d'Acre[22].
- Scott accentue les grandes qualités et atténue les lourds défauts de Richard[41]. Il ne fait pas allusion au massacre de Saint-Jean-d'Acre, qui cadrerait mal avec un Richard Cœur de Lion présenté comme chevaleresque.
- Saladin était également doué de grandes qualités. Mais, dans le roman, ses vertus exceptionnelles, au registre étendu, semblent plus proches de celles forgées par sa légende que de celles du personnage historique[42].
- Historiquement, Richard propose en mariage sa sœur Jeanne (veuve de Guillaume, roi de Sicile) à Al-Adel, frère de Saladin[43]. Dans le roman, il propose à Saladin la main de sa cousine Édith, personnage fictif[38].
- Richard et Saladin se rencontrent dans le roman, ce qui ne s'est jamais produit dans la réalité[6].

## Dates et lieux du roman

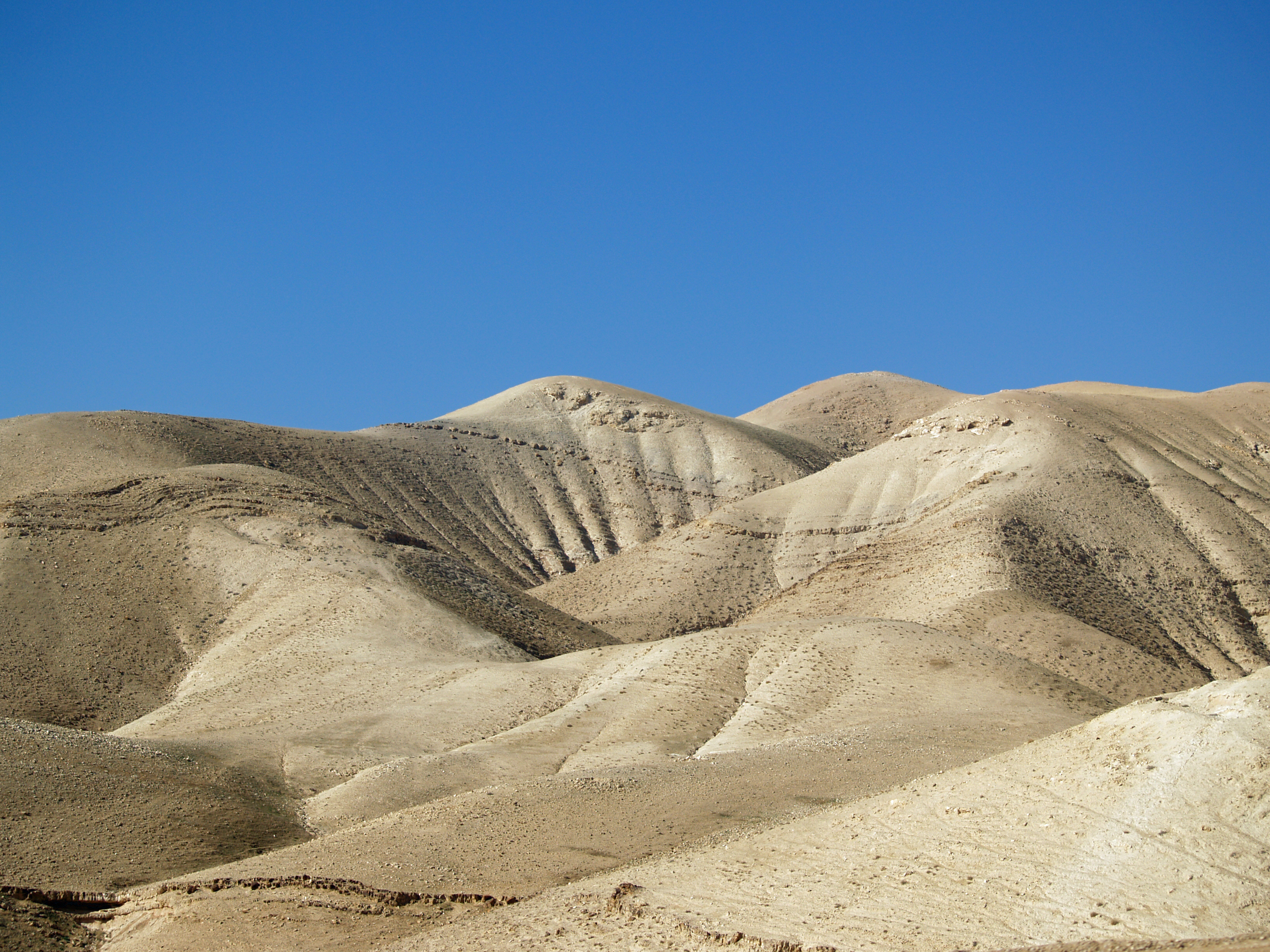
Le désert de Juda.

« Le Diamant du désert », l'oasis près de laquelle Kenneth et Sheerkohf s'affrontent, se retrouve en fin de roman. Elle est le lieu du duel judiciaire.
Le désert que traversent les deux cavaliers est le désert de Juda, qui s'étire le long de la rive ouest de la mer Morte. La région fut « la belle et fertile vallée de Siddim, jadis arrosée comme le jardin du Seigneur », que la « vengeance terrible du Tout-Puissant » envers les habitants de Sodome et Gomorrhe a métamorphosée « en un désert desséché et affreux » et condamnée « à une stérilité éternelle ». La tradition voit aussi dans le désert de Juda le théâtre de la tentation du Christ.
Engaddi, ancienne ville située entre le désert de Juda et la mer Morte, est citée plusieurs fois dans l'Ancien Testament. C'est dans une grotte du désert d'Engaddi que David épargne Saül.
Dans le roman, le camp où Richard est en proie à la fièvre se trouve sur la côte de Palestine, « entre Saint-Jean-d'Acre et Ascalon ». Historiquement, Richard a souffert plusieurs fois de la fièvre. Scott ne donne pas de date précise. Le récit prend place entre la reddition de Saint-Jean-d'Acre (12 juillet 1991) et le départ de Richard pour l'Europe (9 octobre 1192).

## Résumé

### Kenneth en mission

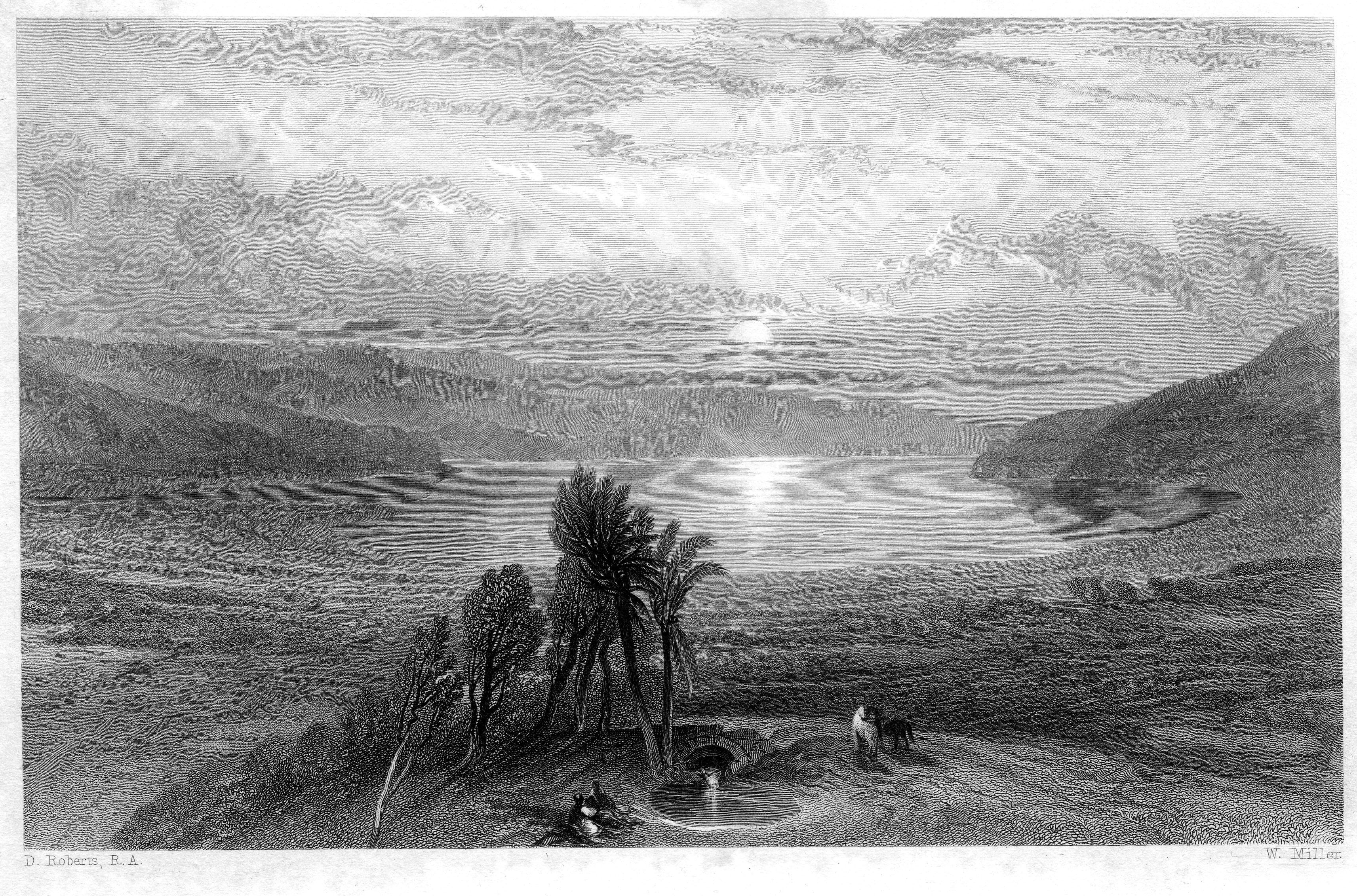
Kenneth et Sheerkohf se reposent à l'oasis, près de la mer Morte.

Profitant de ce que leur chef Richard Cœur de Lion est terrassé par une fièvre, les autres princes chrétiens intriguent. Ils veulent renoncer à prendre Jérusalem. Ils décident de proposer une paix durable à Saladin, et le retrait de leurs troupes de Palestine. Le conseil des princes de la croisade charge donc Kenneth, chevalier écossais sans fortune, de contacter un très influent ermite, le carme Théodoric, qui servira d'intermédiaire auprès de Saladin.
Près d'une oasis, Kenneth est attaqué par un redoutable Sarrasin du nom de Sheerkohf. Ayant mesuré leurs forces et leurs adresses respectives, les deux hommes finissent par décider d'une trêve. Le Sarrasin propose à Kenneth de le guider jusqu'à Engaddi, où vit Théodoric.
Celui-ci leur offre l'hospitalité dans sa grotte. En cours de nuit, il réveille Kenneth et le conduit dans la chapelle d'un monastère, taillée dans le roc. Kenneth y est le témoin d'une procession de carmélites rendant hommage à un fragment de la Vraie Croix. Elles sont suivies de jeunes filles, parmi lesquelles Kenneth a l'extrême surprise de reconnaître « la dame de ses amours », Édith Plantagenêt, cousine du roi Richard. La présence d'Édith dans le monastère s'explique par le fait que la reine d’Angleterre est en pèlerinage à Engaddi pour obtenir de Dieu la guérison de son époux. Les chefs de la croisade ignoraient cette présence de la reine à l'endroit où ils dépêchaient Kenneth.
Kenneth attend une réponse de Saladin. Celui-ci apprend la maladie de Richard. Il envoie à la grotte son médecin personnel, Adonebec el Hakim (« le médecin »).
Au camp des croisés, Richard est toujours au plus mal. Kenneth arrive, accompagné du médecin sarrasin. Ce dernier prépare un élixir en laissant infuser un talisman dans de l'eau de source. Richard boit le remède, et s'assoupit.

### La bannière de Léopold d'Autriche

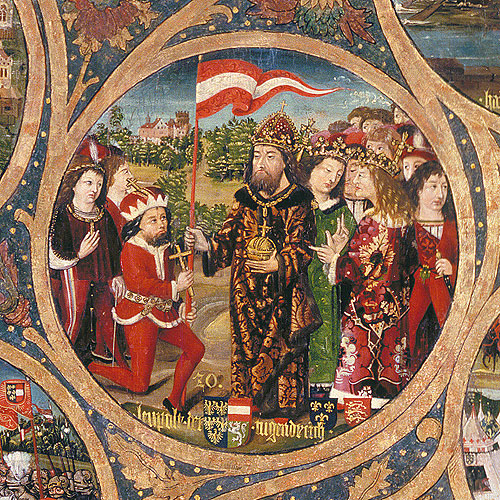
Léopold V va planter la bannière d'Autriche.

Deux alliés de Richard intriguent dans l'ombre. Le premier, Conrad de Montserrat, veut devenir roi de Jérusalem, mais Richard préfère laisser la couronne à Guy de Lusignan. Le second, Gilles Amaury de Beauséant, le maître du Temple, nourrit une crainte : si Richard reconquiert la Terre sainte, son premier soin sera de mettre fin à l'indépendance de l'ordre du Temple. En revanche, si les alliés se retirent, Saladin restera maître de toute la Palestine, et il aura besoin d'un corps bien discipliné comme les Templiers, à qui il sera disposé à donner de vastes provinces. Pour Beauséant, la solution est simple : si Richard meurt, tous les espoirs sont permis à Montserrat et à lui-même.
Montserrat se propose plus modestement de semer la zizanie entre Richard et Léopold d'Autriche. Il avise la bannière d'Angleterre, plantée sur une éminence, au milieu du camp. Il attend que Léopold soit ivre pour lui faire ressentir le symbole comme outrageant. Léopold va laver l'injure en plantant sa bannière au côté de celle d'Angleterre.
La fièvre de Richard est tombée. Informé du geste de Léopold, il saute à bas de son lit, se précipite au centre du camp, brise la pique portant la bannière d'Autriche, déchire et foule aux pieds la « guenille », le « misérable haillon ». Philippe, le roi de France, intervient et tente de calmer les esprits.
Humilié par le brutal et méprisant Richard, Léopold n'éprouve plus que haine à son égard. Richard est mécontent de la médiation de Philippe. Celui-ci n'apprécie guère la façon arrogante dont sa médiation a été accueillie par Richard. Montserrat est satisfait du résultat. Beauséant aurait préféré qu'un des Allemands présents tue Richard.

### Plaisanterie douteuse de la reine

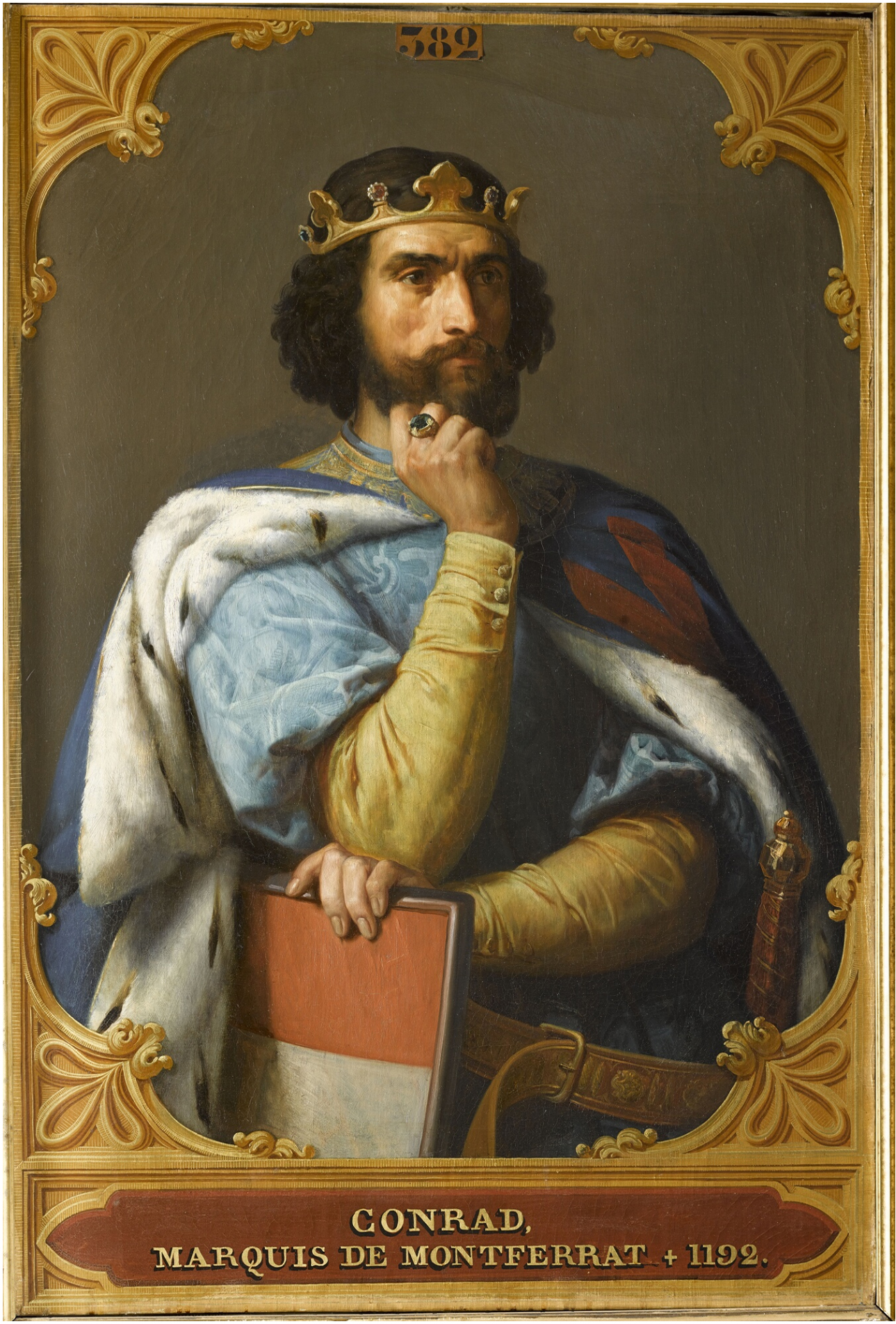
Conrad de Montferrat (Montserrat, dans le livre), prétendant au trône de Jérusalem.

Richard confie la garde de la bannière d'Angleterre à Kenneth, flanqué de son lévrier Roswall. Le garçon reçoit en pleine nuit la visite du nain Nebectamus qui lui apprend que la dame de ses pensées, la princesse Édith, veut le voir. En effet, Édith et la reine Bérengère sont revenues elles aussi d'Engaddi. Kenneth cède à la tentation. Il quitte son poste, laissant Roswall veiller seul sur la bannière.
Le nain l'introduit dans un compartiment d'une tente, d'où il peut entendre la reine et deux de ses dames qui conversent dans le compartiment voisin. Il apprend ainsi qu'il est l'objet d'une plaisanterie puérile : la reine veut prouver à Édith que son amoureux est capable de manquer à son devoir.
La bannière d'Angleterre disparaît en l'absence du jeune homme, qui retrouve son chien grièvement blessé. Kenneth est condamné à mort par Richard. Édith tente en vain de pousser la reine à dire la vérité à son mari. C’est finalement Adonebec, le médecin sarrasin, qui obtient la grâce de Kenneth. Il l'emmène avec lui comme esclave.

### Roswall désigne le coupable
Kenneth revient une nouvelle fois au camp, déguisé en esclave nubien. Le malheureux est porteur d'une lettre de Saladin pour Édith, la demandant en mariage. Son chien Roswall, sauvé par Adonebec, se jette sans raison apparente sur Conrad de Montserrat, qui dès lors est soupçonné d'avoir dérobé la bannière d'Angleterre. Comme il nie, Richard propose un duel judiciaire. Celui-ci aura lieu en terrain neutre, au Diamant du désert, à mi-chemin des deux camps ennemis. Il sera organisé par Saladin, en qui Richard a toute confiance.
Richard, qui n'est pas dupe du déguisement de Kenneth, charge Saladin de choisir parmi ses hommes le champion qui combattra pour lui, roi d'Angleterre. Quant à la demande en mariage de Saladin, Édith répond qu'elle « aimerait mieux épouser un mendiant qu'un infidèle ». Richard suggère donc au ménestrel Blondel d'inclure dans un lai deux vers spécifiant qu'Édith épousera le vainqueur du duel.
Le roi de France annonce à Richard son intention de retourner dans son pays. Léopold et plusieurs autres princes font de même, motivant sans détour leur décision par « l'ambition désordonnée et l'esprit de domination arbitraire de Richard d'Angleterre ». Richard comprend alors qu'il ne pourra continuer la guerre.

### Le duel judiciaire

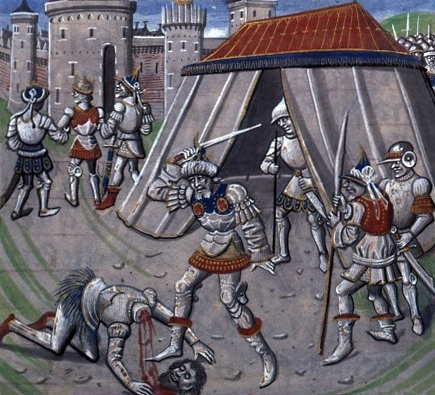
Renaud de Châtillon exécuté par Saladin. Cette mort inspire à Walter Scott celle de Beauséant, le maître du Temple.

Lorsqu'il se trouve face à Saladin, Richard reconnaît en lui le médecin qui l'a guéri. C'est lui qui a renvoyé Kenneth au camp des croisés, déguisé en esclave nubien. C'est lui à présent qui désigne Kenneth comme le champion de Richard.
Au matin du combat, Beauséant, le maître du Temple, interdit à Montserrat de se confesser. Dans le duel, la lance de Kenneth traverse la poitrine de son adversaire. Richard demande alors à Saladin d'accueillir Montserrat sous sa tente et d'avoir recours au talisman pour qu'il ait le temps de se confesser. Mais Beauséant exige que le blessé soit transporté sous sa propre tente.
Ayant invité les croisés à déjeuner, Saladin offre un sorbet à Beauséant. Avant que celui-ci n'ait pu y tremper ses lèvres, Saladin lui tranche la tête. Il justifie son geste : le maître du Temple vient de poignarder Montserrat sous sa tente pour qu'il n'avoue pas les complots qu'ils ont tramés ensemble.
Richard propose à Saladin de s'affronter tous deux dans la lice, « en tout honneur et en toute amitié », en mettant en jeu Jérusalem et la terre de Palestine. Saladin décline. Richard propose alors que le combat n'ait lieu que pour l'honneur. Saladin répond que le maître donne un berger au troupeau pour l'avantage du troupeau, et non pour celui du berger. Il rappelle au tumultueux Richard la parole de l'Écriture : quand le berger est frappé, le troupeau est dispersé. Puis Saladin avoue à son hôte qu'il sait que la ligue des croisés est dissoute, et que Richard est maintenant dans l'incapacité de prendre Jérusalem.

## Personnages
Le livre est composé de scènes courtes qui s’enchaînent vivement, comme dans une pièce de théâtre. Elles font la part belle aux dialogues, qui dessinent vigoureusement les figures. « À l'art consommé du récit, dit Sylvère Monod, s'ajoute celui du portrait, pratiqué par Scott avec bonheur. Celui de Léopold au début du chapitre XI, bientôt suivi de celui de Philippe Auguste dans le même chapitre, ou encore celui de la reine Bérengère au chapitre XVI en offrent de brillants exemples. »

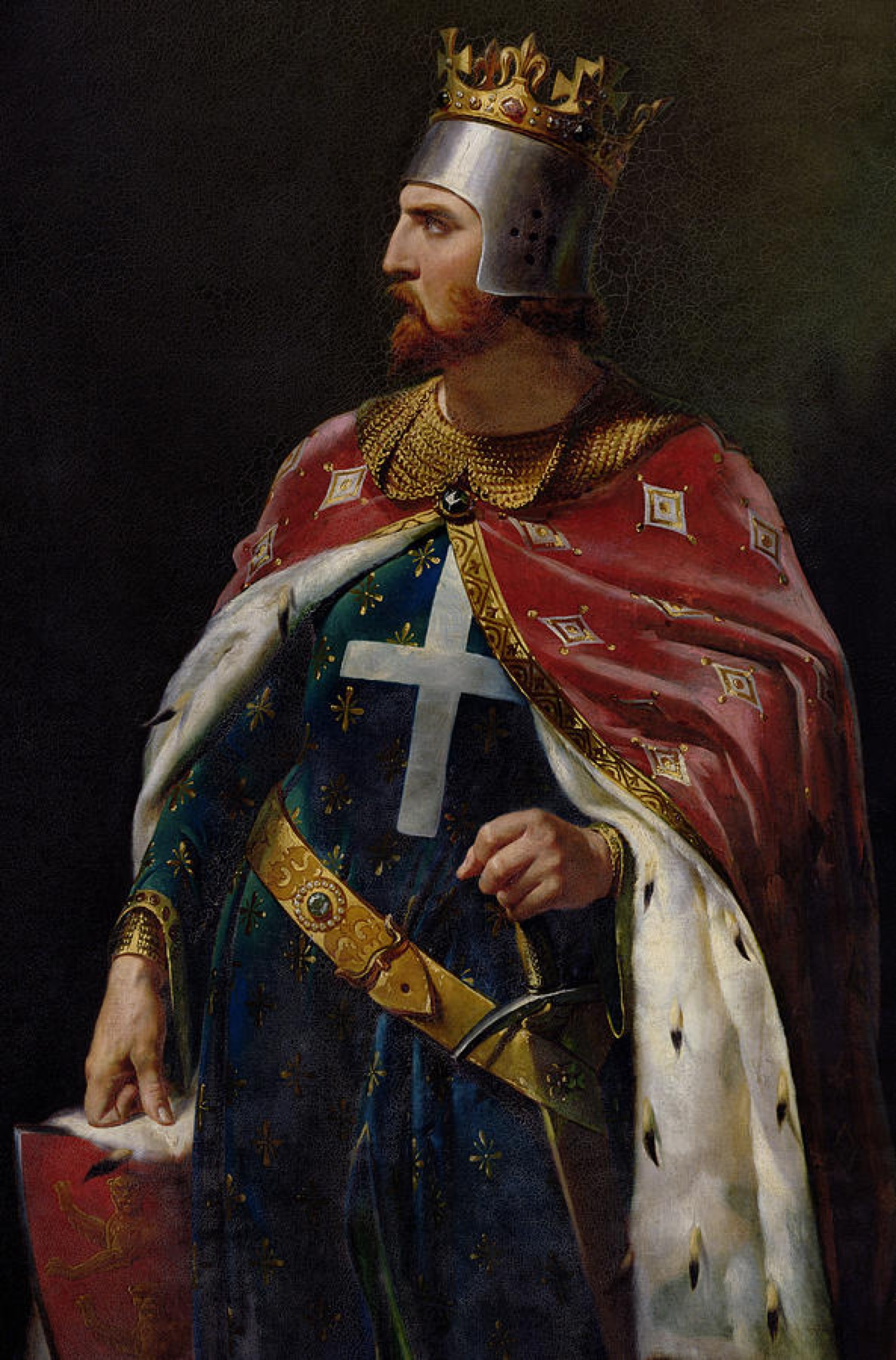
Richard Cœur de Lion, roi d'Angleterre.

- Kenneth, « le chevalier au léopard », pauvre et vaillant écossais. Méprisé des puissants, il est amoureux d’Édith Plantagenêt, la cousine de Richard. Après sa victoire dans le duel judiciaire, on apprend qu'il est David, comte de Huntingdon, prince d’Écosse. Ce personnage a réellement existé. Il était le petit-fils du roi David Ier et le frère des rois Malcolm IV et Guillaume le Lion. Parti guerroyer loin de sa patrie, il fut « le héros de quelques aventures très romanesques[60] » sur le chemin de son retour.
- Sheerkohf[45], l’adversaire de Kenneth dans le désert. Plein d’agilité et de vaillance, il est l’équivalent sarrasin de l’Écossais. Les deux hommes débusquent leurs préjugés respectifs, établissant de savoureux parallèles et se livrant à de sévères « mises en boîte », tout en s'efforçant de dompter leur tempérament.
- Théodoric, ermite carme. Il a ses entrées dans tous les camps. Il lit l’avenir dans les astres. Les papes et les conciles le regardent comme un prophète[61]. Il est la proie d’une spectaculaire folie. Kenneth estime qu'il s'agit d'une folie simulée, « un masque dont il se sert pour obtenir les bonnes grâces et le respect des païens, qui regardent les hommes privés de raison comme des êtres inspirés par le ciel[62] ».
- Édith Plantagenêt, cousine de Richard Cœur de Lion, dame des pensées de Kenneth, mais bientôt promise à Saladin. Le personnage est fictif.
- Le nain Nebectamus[53].
- La naine Genièvre.
- Richard Cœur de Lion, roi d'Angleterre. La stature, les outrances et les dangereuses colères de Richard dominent le livre. Brute sanguinaire, rustre arrogant et emporté, plus guerrier que politique, il ne songe qu’à la gloire militaire. Mais, s’il écrase tout le monde de sa vaillance et de sa personnalité tonitruante, il souffre de la comparaison avec le sage Saladin. La défection de ses alliés et l’échec de la croisade sont clairement attribués aux insuffisances de son caractère. Ce personnage historique a déjà été mis en scène par Scott en 1819, dans Ivanhoé.
- Thomas de Vaux, rude et fidèle compagnon de Richard, plein de bon sens (« borné », dit Richard).
- L’archevêque de Tyr, imposant et vaniteux. Scott ne donne pas son nom. L'archevêque de l'époque était Josse, l’ancien évêque de Saint-Jean-d'Acre.
- Adonebec el Hakim, médecin personnel de Saladin, bon, humble et subtil. Dans une des meilleures scènes du livre, il n’hésite pas à accabler de son mépris le terrifiant Richard, arrachant ainsi la grâce de Kenneth, que ni la reine ni Édith ni l’ermite n’avaient pu obtenir.
- Gilles Amaury de Beauséant, le maître du Temple, sombre et mystérieux intrigant, avare et totalement dénué de scrupules. Sait ordonnancer une bataille et s'y comporter bravement. De sage conseil. Mais suspect d'hérésie et de sorcellerie, et d'être ligué à Saladin[63].  Cent fois plus païen que Saladin, selon Richard : « Un idolâtre, un adorateur du démon, un nécromancien, un renégat ; qui commet les crimes les plus noirs et les plus infâmes dans les souterrains et les lieux secrets consacrés aux ténèbres et aux abominations[63]. » Le nom de Beauséant est inspiré du beauséant, l'étendard blanc et noir des templiers. Le véritable maître du Temple, de 1191 à 1193, était Robert IV de Sablé[64].

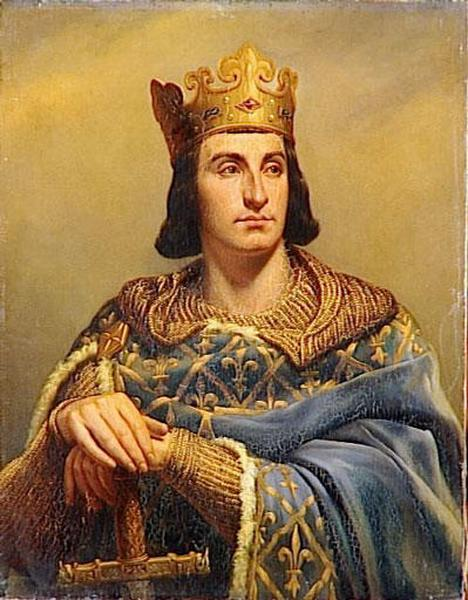
Philippe Auguste, roi de France.

- Conrad de Montserrat, versatile et égoïste. Suspecté de négocier en secret avec Saladin, pour ses intérêts privés[65]. Le personnage historique, Conrad de Montferrat, dit « le Marquis »[66], meurt bien assassiné en 1192 — mais par des ismaéliens, non comme le personnage du livre.
- Léopold, duc d'Autriche (archiduc, dit Scott[67]), personnage historique. Vaniteux et faible.
- Les amuseurs de Léopold :
  - le spruch-sprecher (« diseur de dictons »), qui parle sur un ton grave ;
  - Jonas Schwanker, le hoff-nar (« bouffon de cour »), qui lance des plaisanteries.
- Philippe Auguste, roi de France, personnage historique. Digne et fin politique, il n’apprécie pas les façons abruptes de Richard. Il ne pense qu'à laisser là cette croisade absurde, et à s’en aller reprendre en main les affaires de son royaume (et, pourquoi pas, celles du royaume de Richard).
- Bérengère de Navarre (parfois écrit Bérangère[17]), personnage historique, épouse de Richard. Futile, lâche. Sylvère Monod la juge sévèrement. Son « amusette imbécile », dit-il, lui fait jouer avec l'honneur et la vie de Kenneth avec une « incroyable frivolité », et va avoir des « conséquences désastreuses ». Cet épisode, « le plus pénible du roman et qui va jusqu'à l'inacceptable, manifeste chez Kenneth, chez Bérengère et même chez Édith, une excessive stupidité et un grave manque de sens de l'honneur[68] ».
- Saladin, sultan ayyoubide, personnage historique. Il apparaît sous deux déguisements (Sheerkohf et Adonebec), avant de se montrer sous son vrai jour. Nous livrant ainsi des facettes contrastées de sa personnalité, il fait toujours montre de beaucoup de discernement et de noblesse. Et ses propos sont tout empreints de poésie orientale, qui donne du charme au récit.
- Blondel de Nesle, ménestrel attaché à Richard. Personnage historique.
- Abdallah El Hadgi (« le Pèlerin »), émir que Saladin estime beaucoup et qu'il emploie comme négociateur. Il descend de la famille du Prophète et a fait trois fois le voyage à La Mecque. Malgré ses diverses prétentions à la sainteté, il ne recule pas, mais en secret, devant un flacon entier de vin de Chypre[69].

## Accueil
Le succès public des Fiancés et du Talisman est immédiat. Dans ce dernier, les lecteurs apprécient particulièrement les personnages de Richard et de Saladin. Le Talisman est peut-être le premier livre de langue anglaise qui donne une image positive des musulmans. 
Les critiques n'avaient guère apprécié l'avant-dernier roman de Scott, Les Eaux de Saint-Ronan, qui n'était pas un roman historique. Ils se montrent, pour la majorité d'entre eux, très élogieux à l'égard des Fiancés et du Talisman. The Quarterly Review souligne la splendeur et l'effet incomparables du Talisman, et la construction du récit. L'Edinburgh Magazine loue la peinture des personnages, les dialogues et les descriptions, tout en déplorant un abus d'orientalisme.
Pour Sylvère Monod, Le Talisman, « sans être l'un des chefs-d'œuvre incontestés de Walter Scott, apparaît parmi ses romans de second rang comme l'un des plus réussis et occupe en définitive dans sa carrière littéraire une place plus qu'honorable ». Monod note cependant « avec surprise et regret » l'absence presque complète « de cet humour délicat et savoureux qui, dans Le Cœur du Midlothian par exemple, apparaît comme l'un des talents les plus caractéristiques et les plus précieux de Scott ».
En France, la popularité du roman commence à décliner à la fin du XIXe siècle. Il sombre peu à peu dans l'oubli, avant de connaître deux rééditions en 2006 et 2007.

## Traductions

### Premières éditions en français
- Le Talisman ou Richard en Palestine, dans Histoires du temps des croisades, t. IV-VI, trad. Auguste-Jean-Baptiste Defauconpret, Paris, Gosselin, 1825[72].
- Le Talisman, trad. Amédée et Pierre Chaillot, Avignon, Chaillot ; Paris, Denn, 1828[73].
- Le Talisman, dans Histoire des croisades, trad. Albert Montémont, Paris, Armand-Aubrée, 1831[73].
- Le Talisman, dans Œuvres complètes de Walter Scott, t. XI-2, trad. Louis Vivien, Paris, Pourrat, 1838-1839[74].

### Éditions récentes
- Le Talisman, trad. Claude Dandréa, coll. « Libretto », Paris, Phébus, 2006.
- Le Talisman, trad. Sylvère Monod, dans Ivanhoé et autres romans, coll. « Bibliothèque de la Pléiade », Paris, Gallimard, 2007.

## Adaptations

### Théâtre et opéra
- Selon Sylvère Monod, une adaptation théâtrale du roman est montée dès l'année de la parution, en 1825[17].
- Toujours selon Monod, un opéra inspiré de l'œuvre est créé en 1829[17].
- Un autre opéra, The Knight of the Leopard, est dû à Arthur Matthison pour le livret, sur une musique que Michael William Balfe laisse inachevée à sa mort en 1870. Michele Costa la termine. L'œuvre est créée au théâtre de Drury Lane, à Londres, le 11 juin 1874. Le livret est ensuite traduit en italien par Giuseppe Zaffira, et devient Il talismano. C'est sous ce titre que l'œuvre est représentée au Theatre Royal de Glasgow (en) le 28 octobre de la même année. En 1891, Carl Rosa relance l'œuvre. Le livret de langue anglaise est à nouveau adopté. Le titre devient Talisman[75].

### Cinéma
- Le Talisman (Il talismano), court métrage muet noir et blanc italien, sorti en 1911[76].
- L'Esprit de la chevalerie (King Richard the Lion-Hearted), film muet américain de Chester Withey, sorti en 1923[77].
- Richard Cœur de Lion (King Richard and the Crusaders), film américain de David Butler, sorti en 1954, avec Rex Harrison (Saladin), Virginia Mayo (Édith), George Sanders (Richard) et Laurence Harvey (Kenneth)[78].
- El Naser Salah el Dine, film égyptien sorti en 1963, s'inspire en grande partie du roman de Scott[79].
- Richard Cœur de Lion (Richard Lvinoe Serdtse, 1992)[80] et Rytsar Kennet (1993)[81], suite en deux volets du cinéaste russe Yevgeni Gerasimov.

Kingdom of Heaven de Ridley Scott, sorti en 2005, se situe avant la troisième croisade. Il se termine sur la prise de Jérusalem par Saladin en 1187. Le film n'est donc pas une adaptation du Talisman, mais, si l'on en croit Jonathan Riley-Smith, il lui emprunte sa vision romantique du Proche-Orient. Riley-Smith s'indigne d'un tel héritage. Il accuse Scott de présenter « les musulmans comme raffinés et civilisés, et les croisés comme un ramassis de brutes et de barbares ». Or, selon Riley-Smith, cette peinture, discréditée par les historiens, « n'a rien à voir avec la réalité ». Le débat autour du film est vif, car l'actualité internationale échauffe les esprits. Cathy Schultz préfère saluer le message de tolérance délivré par le film.